# August Karl Emanuel von Bellegarde

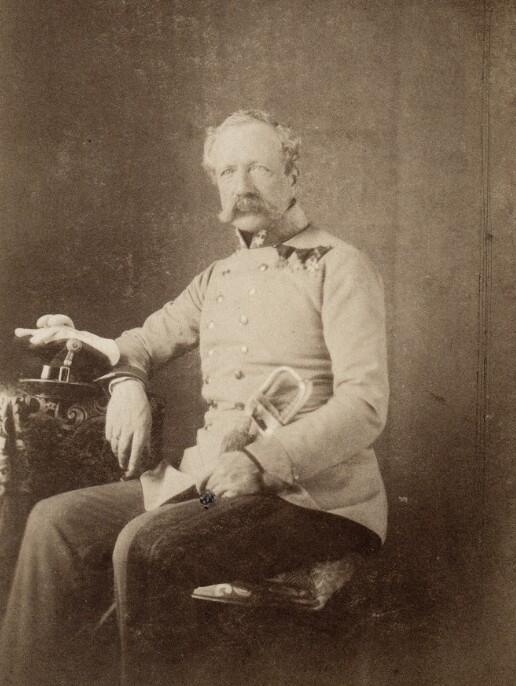
Feldmarschallleutnant August Karl Emanuel von Bellegarde (1795–1873)

August Karl Emanuel Graf von Bellegarde, Marquis des Marches und Comte d’Autremont (* 29. Oktober 1795 in Linz; † 21. Mai 1873 in Wien) war Feldmarschallleutnant, Obersthofmeister der Kaiserin Karoline Auguste und k.k. Geheimer Rat.

## Leben

### Herkunft
Seine Eltern waren der Feldmarschall Graf Heinrich von Bellegarde (1756–1845) und dessen Ehefrau Auguste, geborene Freiin von Berlichingen (1765–1831).

### Karriere
Bellegarde ging in österreichische Dienste und kam am 10. September 1809 als Unterlieutenant in das Chevaulegers-Regiment „Vincent“. Nach dem Beginn der Befreiungskriege kam er Ende August 1813 als Oberleutnant in das 1.  Uhlanen-Regiment „Merveldt“, kämpfte in der Völkerschlacht bei Leipzig und kehrte noch 1813 als 2. Rittmeister in das Chevaulegers-Regiment „Vincent“ zurück. Mit diesem Regiment nahm er dann an den Feldzügen 1814/15 teil.
Nach dem Krieg wurde Bellegarde 1817 als 1. Rittmeister in das Chevauleger-Regiment „Kaiser“ versetzt. Mit dem Regiment nahm er 1821 am Feldzug gegen die Aufständischen in Neapel teil. Noch im Frühjahr 1821 erhielt er seine Ernennung zum Major und Flügeladjutanten des Feldmarschallleutnants Bubna. Dieser zog dann gegen Aufständische in das Piemont. Im Herbst 1823 kam er in das Dragonerregiment „Großherzog der Toskana“. Dort stieg er 1827 zum Oberstleutnant auf. Unter Beförderung zum Oberst erfolgte am 26. April 1831 seine Ernennung als Kommandeur des Dragoner-Regiments „Savoyen“. Am 29. Mai 1837 wurde Bellegarde Generalmajor und als Kommandeur der Kavalleriebrigade nach Güns versetzt. Im Jahr 1843 trat er in den Hofdienst über, wurde Obersthofmeister der Kaiserin Karoline Auguste und als solcher 1846 zum Feldmarschallleutnant befördret.
Im Jahr 1860 wurde er in den Ruhestand versetzt und starb am 21. Mai 1873 in Wien.

### Auszeichnungen
Der Graf war Inhaber zahlreicher Orden:
- Großkreuz des Leopold-Ordens
- Erinnerungskreuz von 1818
- 50-jähriges Offiziers-Dienstzeichen
- Kommandeur des Christus-Ordens
- Russischer Orden der Heiligen Anna 2. Klasse
- Schwertorden
- päpstlichen Christus-Orden
- Orden der Wiedervereinigung
- Verdienstorden der Bayerischen Krone
- Militär-Wilhelms-Orden
- Erlöser-Orden
- Verdienstorden Philipps des Großmütigen
- estnischer Adlerordens

### Familie
Bellegarde heiratete am 29. Oktober 1821 Julie Freiin von Gudenus (1795–1865). Das Paar hatte mehrere Kinder:
- Julie Constanze (1822–1884) ⚭ 1846 Reichsgraf Edmund von Hartig (1812–1883)
- Heinrich August Karl (1825–1871), päpstlicher Hausprälat und auditore della rota[1]
- Friedrich August Ernst (1826–1886), Feldmarschallleutnant[2][3]
- Pauline (1830–1912), Obersthofmeisterin der Kaiserin Elisabeth ⚭ 1857 Graf Alfred von Königsegg-Aulendorf (1817–1898), Generalmajor und Obersthofmeister der Kaiserin
- Franz Alexander Ernst Noyel (1833–1912), Besitzer von Groß Herrlitz, Mitglied des Herrenhauses ⚭ 1857 Gräfin Rudolfine Caroline von Kinsky zu  Wchinitz und Tettau (1836–1899)